# Użbale
Użbale (deutsch Uszballen, 1936 bis 1938 Uschballen, 1938 bis 1945 Langenrück) ist ein kleiner Ort in der polnischen Woiwodschaft Ermland-Masuren und gehört zur Stadt- und Landgemeinde Gołdap (Goldap) im Kreis Gołdap.

## Geographische Lage
Użbale liegt im Nordosten der Woiwodschaft Ermland-Masuren unmittelbar im polnischen Grenzgebiet zu Russland. Die einstige und heute in der russischen Oblast Kaliningrad (Gebiet Königsberg (Preußen)) gelegene Kreisstadt Darkehmen (1938 bis 1945 Angerapp, russisch: Osjorsk) liegt 12 Kilometer in nordwestlicher Richtung, während die jetzige Kreismetropole Gołdap (Goldap) in  südöstlicher Richtung zehn Kilometer entfernt ist.

## Geschichte
Für den kleinen und seinerzeit Uszballen genannten Ort sind aus früheren Jahrhunderten die Namensformen Uszgrabey (um 1603) und Uszpallen (vor 1900) überliefert. Vor 1945 bestand er aus einem großen Hof und einigen Gehöften.
Zwischen 1874 und 1945 war Uszballen in den Amtsbezirk Kleszowen (jetzt russisch: Kutusowo) eingegliedert eingegliedert, der – 1936 in „Amtsbezirk Kleschowen“ und 1939 in „Amtsbezirk Kleschauen“ umbenannt – zum Kreis Darkehmen (ab 1939: „Landkreis Angerapp“) im Regierungsbezirk Gumbinnen der preußischen Provinz Ostpreußen gehörte.
Das kleine Dorf Uszballen verzeichnete im Jahre 1910 72 Einwohner. Ihre Zahl veränderte sich bis 1925 auf 73, betrug 1993 noch 59 und belief sich 1939 auf 70.
Am 17. September 1936 wurde die Schreibweise des Ortsnamens auf „Kleschowen“ verändert. Am 3. Juni (amtlich bestätigt am 16. Juli) des Jahres 1938 führten politisch-ideologische Gründe der Abkehr von fremdländisch klingenden Ortsbezeichnungen zur Umbenennung in „Langenrück“.
In Folge des Zweiten Weltkrieges kam das Dorf im Jahre 1945 mit dem gesamten südlichen Ostpreußen zu Polen. Hier erhielt es die Namensform „Użbale“. Zwischen 1945 und 1975 war der Ort dem Kreis Węgorzewo (Angerburg) in der Woiwodschaft Olsztyn (Allenstein) zugeordnet. Heute ist er eine Ortschaft im Verbund der Stadt- und Landgemeinde Gołdap im Powiat Gołdapski, bis 1998 der Woiwodschaft Suwałki, seither der Woiwodschaft Ermland-Masuren zugehörig.

## Kirche
Seitens der evangelischen Kirche war Uszballen/Uschballen resp. Langenrück bis 1945 in das Kirchspiel der Kirche zu Kleszowen (Kleschowen/Kleschauen, russisch: Kutusowo) eingepfarrt und gehörte somit zum Kirchenkreis Darkehmen/Angerapp in der Kirchenprovinz Ostpreußen der Kirche der Altpreußischen Union. Heute gehört Użbale zur Kirchengemeinde in Gołdap, einer Filialgemeinde der Pfarrei in Suwałki in der Diözese Masuren der Evangelisch-Augsburgischen Kirche in Polen.
Katholischerseits gehörte das Dorf vor 1945 zur Pfarrgemeinde in Goldap, die damals dem  Bistum Ermland zugeordnet war. Der Bezug nach Gołdap besteht auch jetzt noch. Die Pfarrkirche ist nun aber in das Dekanat Gołdap im Bistum Ełk (Lyck) der Katholischen Kirche in Polen eingegliedert.

## Verkehr
Użbale liegt weit abgelegen vom Verkehrsgeschehen im polnisch-russischen Grenzgebiet. Die Siedlung ist über eine Nebenstraße erreichbar, die von Mażucie (Masutschen, 1938 bis 1945 Obenhofen (Ostpr.)) nach Obszarniki (Abschermeningken, 1938 bis 1945 Almental) und weiter bis nach Jagiele (Jaggeln, 1938 bis 1945 Kleinzedmar) führt. Eine Bahnanbindung besteht nicht.